# Sermorelin
Sermorelin ist der WHO-Freiname für GHRH-(1-29)-peptidamid, ein synthetisches Analogon des natürlich vorkommenden Growth-Hormone-Releasing-Hormons (GHRH, Somatoliberin). Es ist ein amidiertes Fragment des menschlichen Somatoliberins mit der Aminosäuresequenz (1)Tyr-Ala-Asp-Ala-IIe-Phe-Thr-Asn-Ser-Tyr-Arg-Lys-Val-Leu-Gly-Glu-Leu-Ser-Ala-Arg-Lys-Leu-Leu-Glu-Asp-Ile-Met-Ser-Arg-NH2(29).

## Verwendung
Sermorelin wird als Diagnostikum der Funktionsfähigkeit der wachstumshormonbildenden Zellen des Hypophysenvorderlappens bei Verdacht auf Wachstumshormonmangel verwendet. Es wurde 1990 zuerst patentiert.

## Regulierung
Über den Safe Drinking Water and Toxic Enforcement Act of 1986 besteht in Kalifornien seit dem 20. August 1999 eine Kennzeichnungspflicht für Produkte, die Sermorelinacetat enthalten.
Sermorelin ist auf der Verbotsliste der Welt-Anti-Doping-Agentur (WADA) geführt. Die Verwendung zum Zweck des Dopings im Sport ist verboten, in diesem Zusammenhang ebenso Handel und Besitz „nicht geringer Mengen“.

## Fertigpräparate
Geref (D; a. A.)
Für die arzneiliche Verwendung kommt der Wirkstoff als lyophilisiertes Sermorelinacetat zum Einsatz. Es ist ein weißer Feststoff.
Die Verabreichung erfolgt intravenös.

## Externe Links zu erwähnten Verbindungen
1. ↑  Externe Identifikatoren von bzw. Datenbank-Links zu Sermorelinacetat-Hydrat:  CAS-Nr.: 114466-38-5, PubChem: 91820622, ChemSpider: 38236369, Wikidata: Q72507408. (Sermorelinacetat (1:x) · y H2O)
2. ↑  Externe Identifikatoren von bzw. Datenbank-Links zu Sermorelinacetat (unspezifiziertes Acetat):  CAS-Nr.: 516482-86-3, PubChem: 16132412, ChemSpider: 17289070, Wikidata: Q132781684.